# Volker Röhricht
Volker Röhricht (* 11. Mai 1940 in Berlin) ist ein deutscher Jurist. Er war von 1986 bis 2005 Richter am deutschen Bundesgerichtshof.

## Biographie
Nach Abschluss einer juristischen Ausbildung 1968 arbeitete Röhricht zunächst als wissenschaftlicher Assistent an der Universität Hamburg, ehe er in den Justizdienst eintrat und als Richter am Landgericht Hamburg tätig wurde.
Von 1982 bis 1986 war Röhricht Richter am Hanseatischen Oberlandesgericht in Hamburg. Nach seiner Ernennung zum Bundesrichter 1986 wies ihn das Präsidium des Bundesgerichtshofs dem II. Zivilsenat zu, dem er während der gesamten Zeit seiner Tätigkeit an diesem Gericht, ab 1996 als Vorsitzender Richter, angehören sollte. 1998 wurde ihm die Ehrendoktorwürde der Universität Hamburg verliehen.
2005 trat Röhricht nach Erreichen der Altersgrenze in den Ruhestand ein. Seit 2005 ist Röhricht ehrenamtlich als Vorsitzender der Abschlussprüferaufsichtskommission tätig, einem Gremium, das für die öffentliche fachbezogene Aufsicht über die Wirtschaftsprüferkammer zuständig ist. Außerdem ist er Vorstandsmitglied der Deutschen Vereinigung für Sportrecht e. V.
Röhrichts Spezialgebiet ist das Gesellschaftsrecht, insbesondere das Aktien- und GmbH-Recht, zu denen er Kommentarwerke verfasst und herausgegeben hat. Daneben engagiert er sich auch im Bereich des Sportrechts u. a. zu Fragen des Dopings.
Am 27. September 2011 wurde ihm auf Vorschlag des Bundesministeriums für Wirtschaft für seine ehrenamtliche Tätigkeit in der Wirtschaftsprüferkammer und in Fragen des Sportrechts durch den Regierungspräsidenten Rudolf Kühner das Verdienstkreuz 1. Klasse der Bundesrepublik Deutschland überreicht.